# Herbrossus
Herbrossus is een geslacht van haften (Ephemeroptera) uit de familie Baetidae.

## Soorten
Het geslacht Herbrossus omvat de volgende soorten:
- Herbrossus christinae
- Herbrossus edmundsorum
- Herbrossus elouardi